# Begraafplaats van Festubert
De Begraafplaats van Festubert is een gemeentelijke begraafplaats gelegen in het Franse dorp Festubert (Pas-de-Calais). Ze ligt aan de Rue de Béthune op 530 m ten westen van het dorpscentrum (Église Notre-Dame). De begraafplaats heeft de vorm van een parallellogram en wordt omgeven door een muur en een haag. De toegang bestaat uit een tweedelig traliehek tussen bakstenen zuilen.
Er ligt één graf van een Franse soldaat uit de Eerste Wereldoorlog. Het is het graf van Anacharsis F.J. Copin die krijgsgevangen werd genomen in Maubeuge op 7 september 1914 en in het lazaret van Mörs (Duitsland) op 18 oktober 1918 overleed door ziekte.

## Britse oorlogsgraven
Op de begraafplaats ligt een perk met 12 Britse gesneuvelden uit de Tweede Wereldoorlog. Zes onder hen konden niet geïdentificeerd worden. Zij kwamen om in mei 1940 bij de strijd tijdens de aftocht van het British Expeditionary Force naar Duinkerke. De graven staan bij de Commonwealth War Graves Commission geregistreerd onder Festubert Communal Cemetery en worden door hen onderhouden.